# George M. Whitesides
George McClelland Whitesides (Louisville, 3 agosto 1939) è un chimico statunitense.
È noto per i suoi contributi nei campi della spettroscopia NMR, chimica metallorganica, auto-assemblaggio molecolare, litografia soffice, microfabbricazione, microfluidica, nanotecnologia.

## Vita
Whitesides frequentò la scuola superiore alla Phillips Academy ad Andover (Massachusetts), completandola nel 1957. Ottenne la laurea nel 1960 all'Università di Harvard e il dottorato in chimica nel 1964 presso il California Institute of Technology. Sotto la guida di John D. Roberts si specializzò sull'utilizzo della spettroscopia NMR in chimica organica. Tra le altre cose, studiò l'accoppiamento spin-orbita in vari composti organici e la struttura dei reattivi di Grignard in soluzione.
Whitesides iniziò la sua carriera accademica nel 1963 come professore assistente presso il Massachusetts Institute of Technology (MIT). Nel 1969 divenne professore associato, e nel 1971 professore cattedratico.
Nel 1982 tornò all'Università di Harvard, ricoprendo vari incarichi, come presidente della dipartimento di chimica (1986-1989) e preside della Facoltà di Arti e Scienze (1989-1992). Ad Harward Whitesides ha un gruppo di ricerca che comprende oltre 40 studenti di dottorato e post-doc, con il supporto di una segreteria con quattro persone e laboratori di oltre 560 m².
Whitesides è sposato con Barbara Breasted e ha due figli: George Thomas e Ben.

## Ricerche
Nel periodo trascorso al MIT svolse un ruolo cruciale nello sviluppo della reazione di Corey-House-Posner-Whitesides, reazione organica che a partire da un cuprato di litio e un alogenuro alchilico forma un nuovo alcano, un composto di organo-rame e un alogenuro di litio:
R2CuLi + R'-X → R-R' + RCu + LiX
Secondo la biografia sul suo sito web, le ricerche attuali di Whitesides riguardano "Chimica organica e chimica fisica, scienze dei materiali, biofisica, complessità e fenomeni emergenti, scienza delle superfici, microfluidica, ottica, autoassemblaggio, micro e nanotecnologia, scienza per le economie emergenti, catalisi, produzione e immagazinamento dell'energia, origine della vita, progettazione razionale di farmaci, biochimica cellula-superficie, semplicità, e trasmissione dell'informazione chimica."

## Pubblicazioni e Incarichi
Whitesides è autore di oltre 1200 articoli scientifici e detiene 50 brevetti. È uno dei chimici più citati, e ha seguito più di 300 dottorandi e borsisti post-dottorato.
È cofondatore di dodici aziende con una capitalizzazione complessiva di mercato di oltre 20 miliardi di dollari. Tra queste aziende ci sono Genzyme, GelTex, Theravance, Surface logix, Nano-Terra, e WMR Biomedical.
Al di là della ricerca scientifica Whitesides è attivo anche politicamente e in vari comitati. Ha partecipato a comitati consultivi per la National Science Foundation, la NASA, il Dipartimento della Difesa degli Stati Uniti e il Consiglio Nazionale delle Ricerche degli Stati Uniti.
È membro del comitato consultivo di redazione di numerose riviste scientifiche, tra cui Angewandte Chemie, Langmuir, Nanotechnology, Chemistry- an Asian Journal, Small, Chemistry & Engineering News, ChemSusChem, ACS Nano, Lab on a Chip.
Whitesides è membro di numerose accademie scientifiche, tra cui: American Academy of Arts and Sciences, National Academy of Sciences, National Academy of Engineering, American Association for the Advancement of Science.

## Onorificenze
Whitesides ha ricevuto numerosissimi premi, tra i quali: Premio Arthur C. Cope (1995), National Medal of Science (1998), Premio Kyōto per la tecnologia (2003), Premio Dan David (2005), Premio Welch (2005), Medaglia Priestley (2007), Premio Principe delle Asturie per la ricerca scientifica e tecnica (2008).